# Austro-Daimler
Austro-Daimler fue una empresa automotriz austríaca operativa entre 1899 y 1934, filial de la compañía alemana Daimler-Motoren-Gesellschaft (DMG) hasta 1909.

## Historia temprana

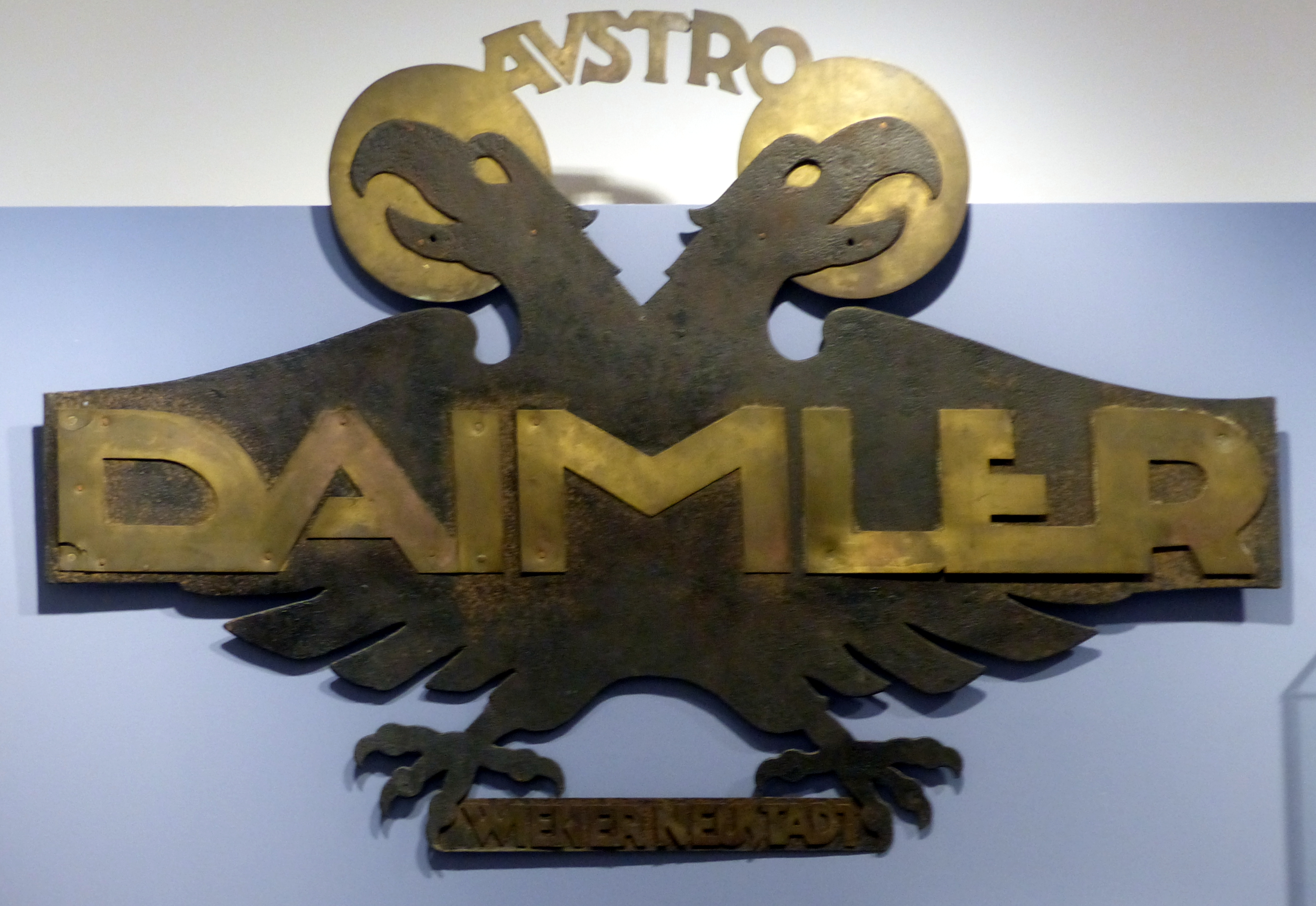
Emblema de la compañía

En 1890 Eduard Bierenz comenzó su actividad como concesionario de los productos de la firma alemana Daimler-Motoren-Gesellschaft (DMG). Las ventas tuvieron tal éxito que también comenzó a fabricar automóviles como empresa filial de DMG, tras asociarse con el empresario Eduard Fischer, propietario de una planta industrial. La factoría, ubicada en Wiener Neustadt, convirtió a DMG en la primera empresa automotriz multinacional de la historia.
Así, el 11 de agosto de 1899, se fundó la Sociedad Austriaca de Motores Daimler. Si bien las piezas procedían de Stuttgart, en 1900 se produjo el primer automóvil ensamblado en Austria, un modelo con un motor de 4 cilindros, 4 HP (4,1 CV) de potencia y 4 asientos. Pronto comenzaron a producir motores para automóviles de lujo, camiones, autobuses, barcos y trenes.

### Época de Paul Daimler

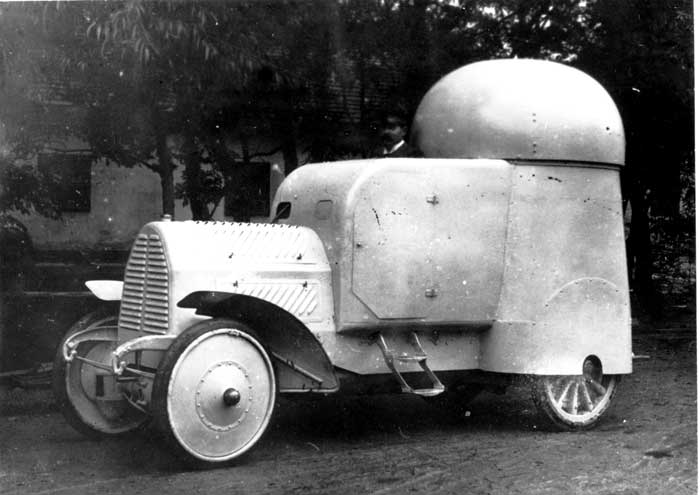
Vehículo blindado con tracción en las cuatro ruedas 4x4 Austro-Daimler (1904)

En 1902, Paul Daimler, hijo de Gottlieb Daimler, se hizo cargo del Departamento Técnico. Desarrolló un automóvil compacto (equipado con un motor de 8 cv, capaz de alcanzar los 45 km/h). En 1905 construyó el primer vehículo blindado de la empresa, que disponía de un motor de 30 HP (30,4 CV). Además, la empresa producía motores tanto para camiones como para autobuses. Sin embargo, Paul Daimler regresó a Stuttgart en 1905 para hacerse cargo del departamento de investigación y desarrollo, que Wilhelm Maybach había dejado vacante.

### Época de Ferdinand Porsche

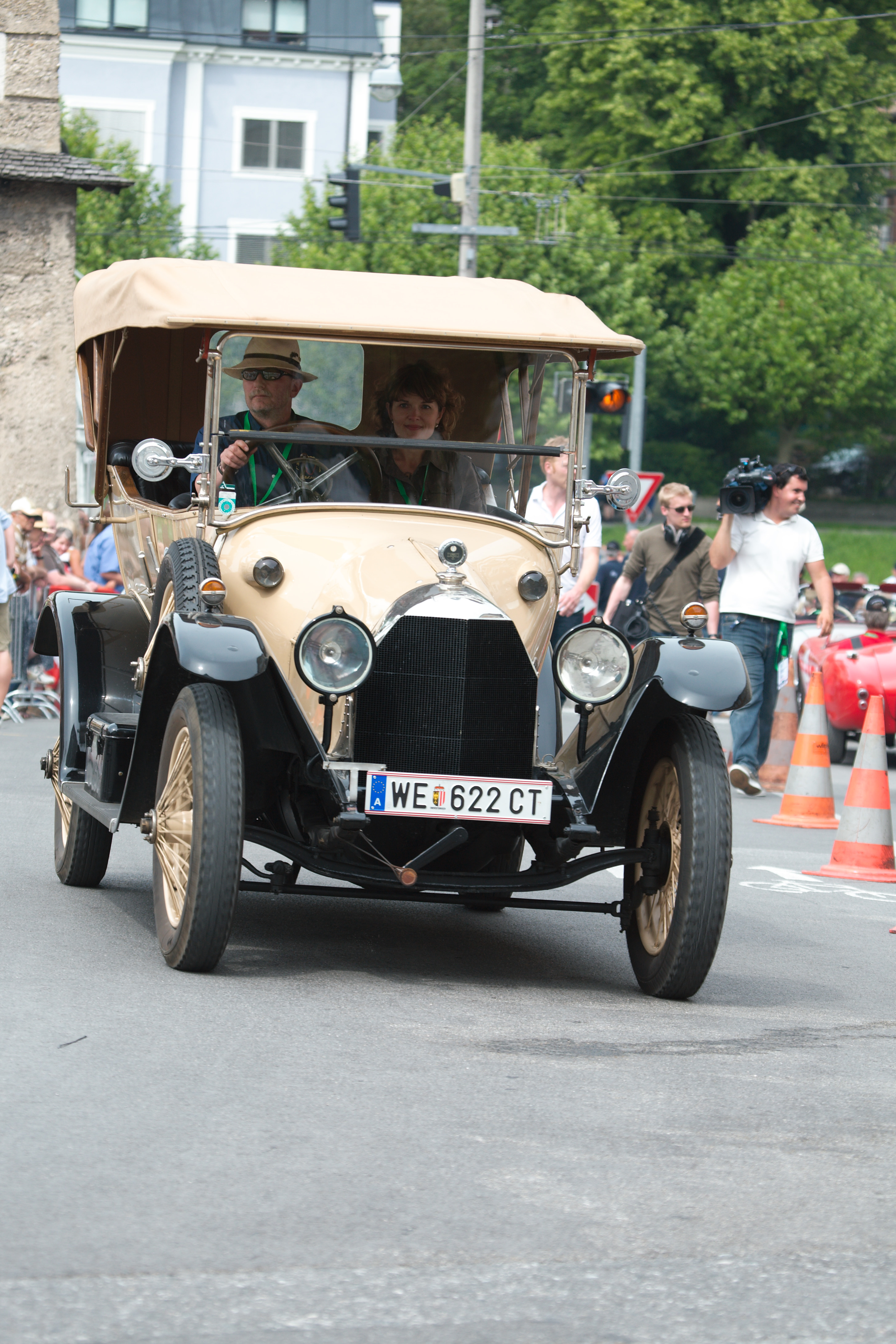
Austro-Daimler 14/32 (1914)

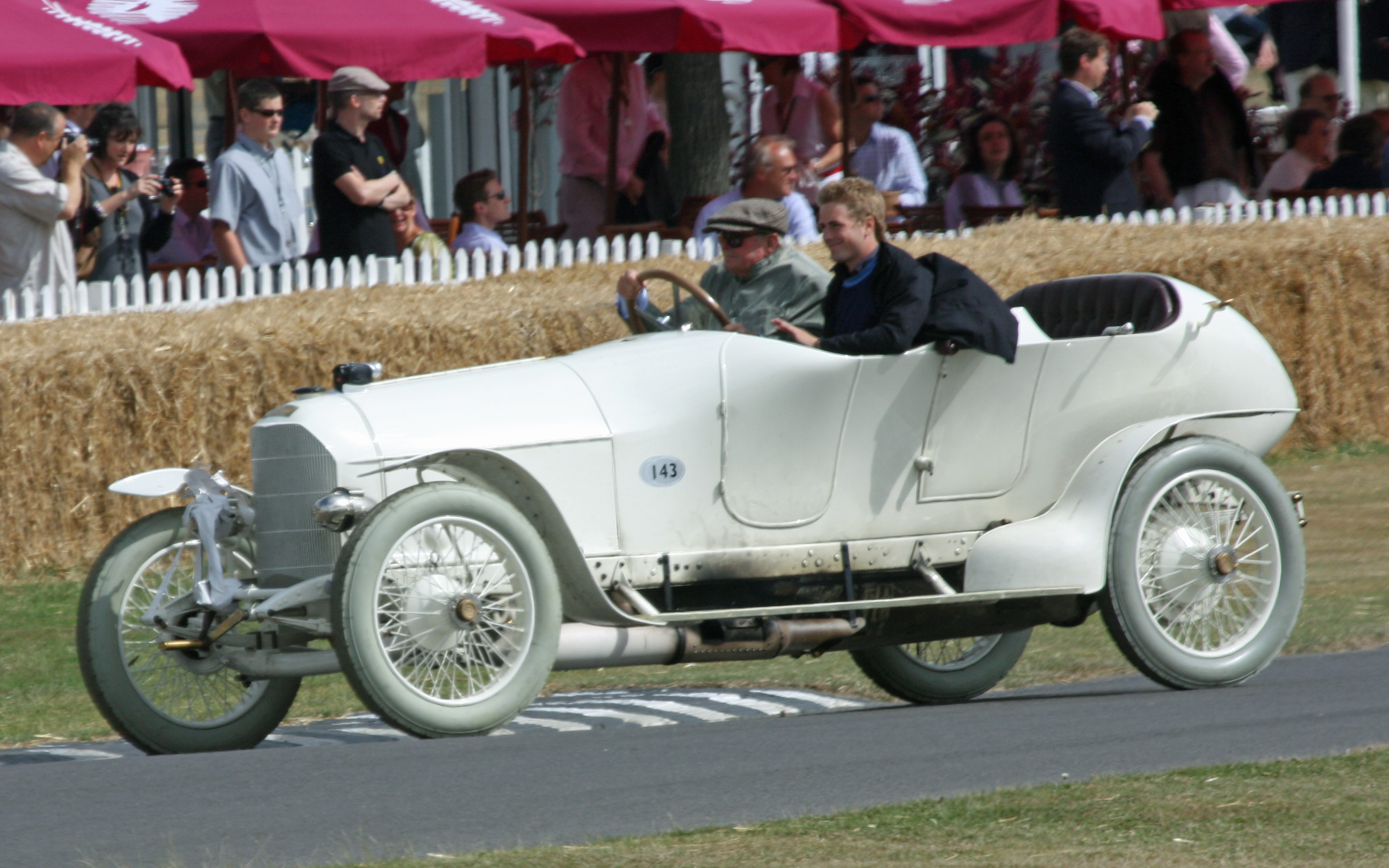
Austro-Daimler Príncipe Enrique (1910)

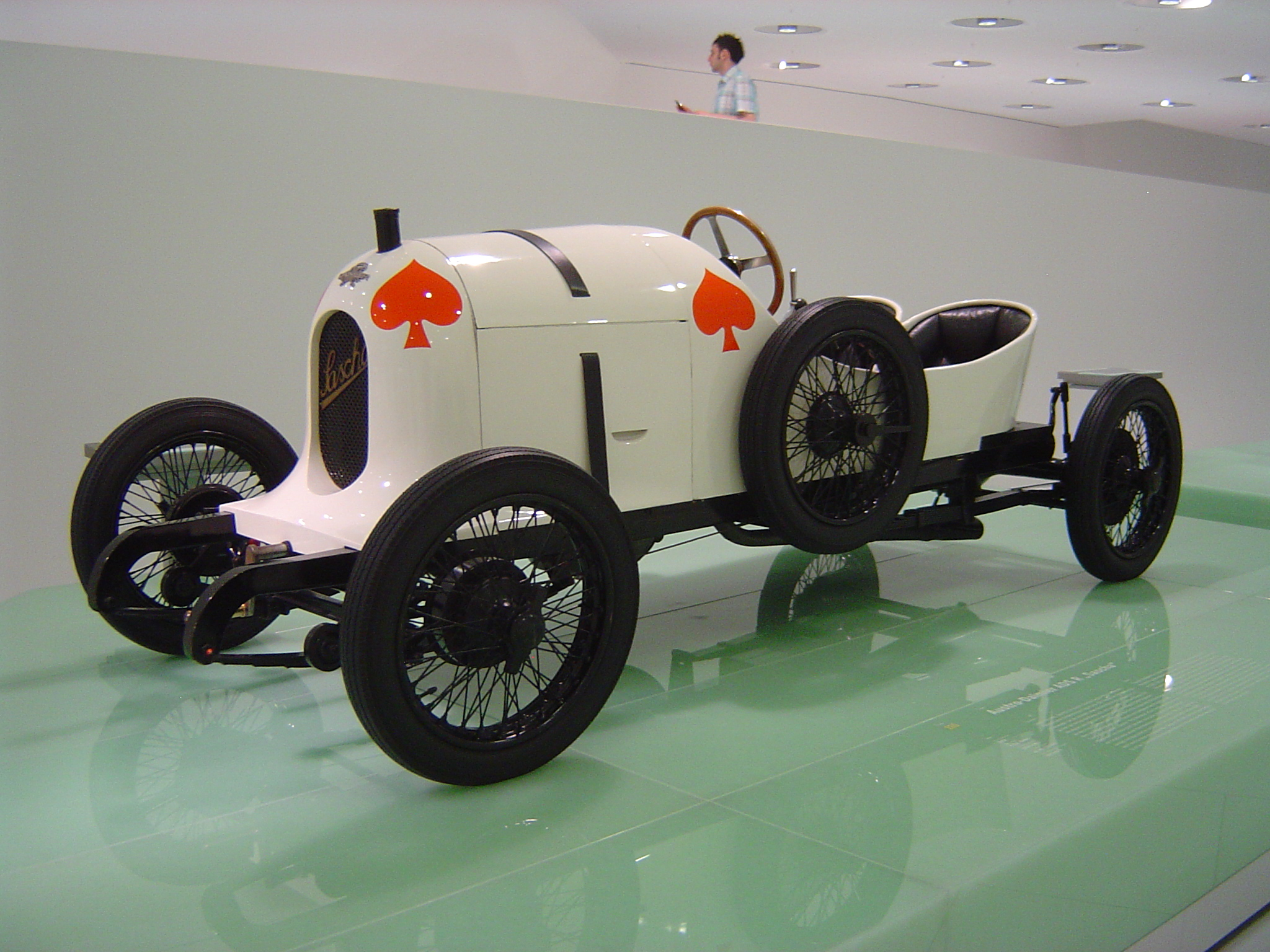
Austro-Daimler Sascha en el Museo Porsche de Stuttgart

Ferdinand Porsche ocupó el lugar de Daimler como diseñador jefe. Aunque los automóviles Austro-Daimler ya participaban en carreras, Porsche fue pionero en el uso de la aerodinámica, construyendo dos famosos coches de carreras (bautizados como "Mixte" y "Maya"). Además, diseñó el Mercédès-Electrique-Mixte que se fabricó desde 1902 hasta 1907.
Porsche también impulsó una reforma empresarial, en un momento en que la empresa contaba con 800 trabajadores. La compañía pasó a llamarse 'Austro-Daimler' el 27 de julio de 1906. Ese mismo año, Emil Jellinek (que también era austríaco) compró varias licencias de Austro-Daimler para fundar empresas auxiliares en el extranjero.
En 1908, Austro-Daimler comenzó a producir motores para los dirigibles "Zeppelin". De hecho, para Porsche se trataba de una cuestión de interés personal, ya que le gustaba sobrevolar Viena con el Archiduque Francisco Fernando de Austria a bordo.
Impulsando aún más el desarrollo de la empresa, Porsche otorgó a Austro-Daimler la independencia definitiva de la propiedad de DMG en 1909. En 1910, la empresa pasó a llamarse Oesterreichische Daimler Motoren AG (Motores Daimler Austriacos AG) cuyo logotipo era águila bicéfala coronada de Austria. En 1912, DMG vendió el resto de las acciones que poseía de la compañía.
En 1911, Austro-Daimler comenzó a producir el modelo Prinz Heinrich (en inglés: Prince Henry). Este automóvil, que contaba con un motor de cuatro cilindros con árbol de levas en cabeza de 5714 cc, rápidamente se hizo famoso. Podría desarrollar 95 caballos a 2100 rpm. También estaba disponible una versión menos potente con un motor SV de 6900 cc, capaz de desarrollar 60 HP (60,8 CV) a solo 1200 rpm. Ambos diseños fueron de Porsche.

### Primera Guerra Mundial

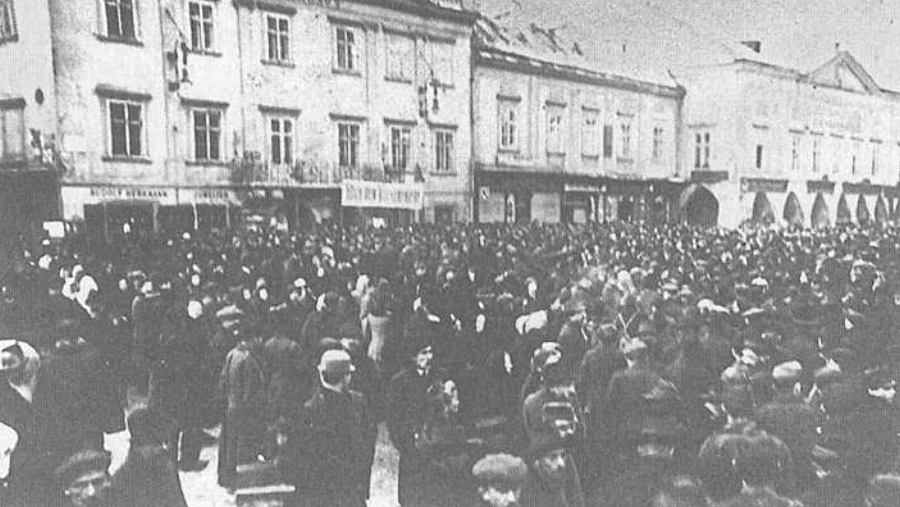
Trabajadores en huelga de Austro-Daimler reunidos frente al Ayuntamiento, Wiener Neustadt, 18 de enero de 1918

Durante la Primera Guerra Mundial, los 4500 trabajadores de Austro-Daimler habían estado contribuyendo intensamente a la producción en tiempos de guerra. Pero en 1918 desempeñaron un papel clave en la huelga austrohúngara de enero, en la que los trabajadores, inspirados por la revolución rusa se declararon en huelga para oponerse a la guerra. Un factor clave en la huelga fue la reducción a la mitad de la ración de harina. Porsche se reunió con los trabajadores y acordó conducir hasta Viena para hablar con el ministro de Alimentación. Sin embargo, su súplica a los trabajadores para que volvieran al trabajo fue ignorada y marcharon hacia el Ayuntamiento. Aquí se les unieron otros trabajadores de la fábrica de locomotoras, de la fábrica de radiadores, de la fábrica de aviones y de las plantas locales de municiones de G. Rath y Lichtenwörther. La asamblea pronto contó con más de 10.000 personas, de forma que el representante local del gobierno llamó por teléfono al Volksernährungsamt, la organización estatal que administraba el suministro de alimentos. Sin embargo, el ministro, General Anton Höfer solo se comprometió a recibir a una delegación de los trabajadores. La huelga se extendió por todo el imperio e involucró a más de 700.000 trabajadores.

### De 1920 a 1930

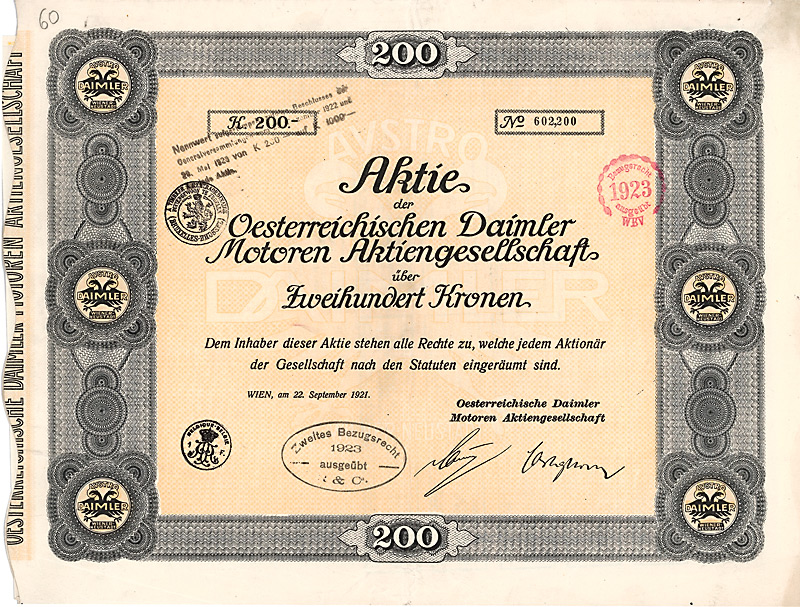
Acción de Oesterreichische Daimler Motoren AG, emitida el 22 de septiembre de 1921

Después de la guerra, la empresa volvió a la producción de automóviles. Austro-Daimler volvió a obtener el patrocinio real, esta vez a través de su conexión con el príncipe Enrique de Baviera.
Pero al poco tiempo la empresa comenzó a colapsar, de forma que para aliviar su situación buscó la alianza con varias empresas, como Škoda, Fiat y Puch (1928). Posteriormente quedó a merced de la gestión derrochadora de Camillo Castiglioni.
En ese momento, Porsche creó los coches de carreras "Sascha" de 1.3 litros (llamados así por su patrocinador, el Conde Sascha Kolowrat-Krakowski) a principios de la década de 1920. El modelo más pequeño que ofrecía la empresa era un cuatro cilindros de 2212 cc. Sin embargo, cuando la situación económica empeoró, Porsche abandonó la empresa en 1923, librándose de las dificultades financieras de Austro-Daimler. Desde allí se trasladó a Stuttgart, donde encontró trabajo en DMG.

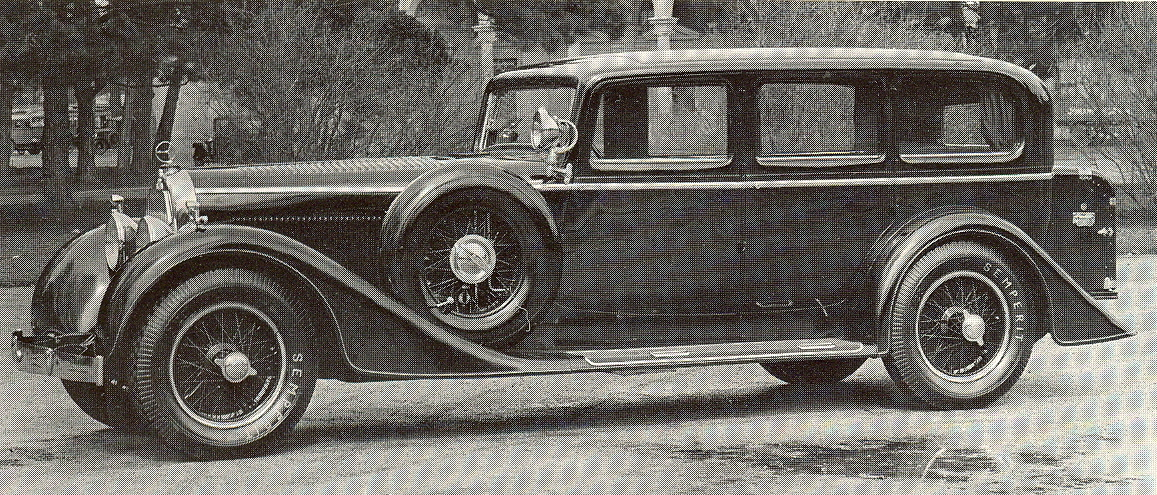
Austro-Daimler ADR 8 Pullman (1932)

El automóvil de producción más sobresaliente ofrecido por Austro-Daimler durante la década de 1930 fue el ADM, que presentaba motores de seis cilindros en línea con árbol de levas en cabeza y cilindradas de 2540 cc, 2650 cc y 2994 cc. El último (el ADM III) desarrollaba 110 HP (111,5 CV) a 4000 rpm y fue uno de los mejores automóviles de la década. También se ofreció una versión deportiva menos lujosa, el ADR de 100 HP (101,4 CV).
En 1931 Austro-Daimler presentó un automóvil de ocho cilindros y 4624 cc, un vehículo de lujo soberbio y muy costoso. El último gran automóvil construido en la fábrica austriaca fue el "Bergmeister" con motor de seis cilindros, que presentaba un motor de 3614 cc con árbol de levas en cabeza, capaz de desarrollar 120 HP (121,7 CV) a 3600 rpm. Este coche alcanzaba una velocidad máxima de 140 km/h (87,0 mph). En 1934 la empresa se fusionó con Steyr Automobile, creando el grupo Steyr-Daimler-Puch. Sin embargo, en este mismo año, se disolvió Austro-Daimler.

### Posguerra
En las décadas de 1970 y 1980, Steyr-Daimler-Puch fabricó bicicletas con la marca Puch y modelos más exclusivos con la marca Austro-Daimler. Cuando el negocio de fabricación de bicicletas del consorcio se vendió en 1987 a Piaggio & C. S.p.A. de Italia, se transfirió la marca Puch. Sin embargo, no se vendieron los derechos del nombre Austro-Daimler. Desde entonces no se han fabricado bicicletas con esta marca.

## Miembros destacados del personal

### Diseñadores
- Willibald Gatter
- Oskar Hacker
- Karl Rabe

### Trabajadores
- Josip Broz Tito durante 1912-1913[4]